# 奥拉托留斯
奥拉托留斯是巴西米纳斯吉拉斯州的一个市镇。总面积89.187平方公里，总人口4385人，人口密度49.2人/平方公里。